# 이갑준
이갑준(李甲俊, 1957년 1월 4일~)은 대한민국의 정치인이다. 제15대 사하구청장이다.

## 학력
- 남해종합고등학교 (졸업)
- 단국대학교 (행정학 / 학사)

## 경력
- 제34회 행정고시 합격
- 2005.02 ~ 2006.02: 부산광역시청 국제협력과장
- 2006.02 ~ 2009.01: 부산광역시청 자치행정과장
- 2009.01 ~ 2010.07: 부산광역시청 기획재정관
- 2010.07 ~ 2011.06: 부산광역시 사하구 부구청장
- 2011.07 ~ 2013.12: 부산광역시청 문화체육관광국장
- 2014.01 ~ 2014.12: 부산광역시청 안전행정국장
- 2015.09 ~ 2021.03: 부산상공회의소 상근부회장
- 2022.07 ~ : 제15대 민선 8기 부산광역시 사하구청장
- 2024.06~: 부산광역시 구청장군수협의회 부회장

## 역대 선거 결과
| 실시년도 | 선거      | 대수 | 직책   | 선거구      | 정당     | 득표수   | 득표율          | 순위 | 당락 | 비고           |
| -------- | --------- | ---- | ------ | ----------- | -------- | -------- | --------------- | ---- | ---- | -------------- |
| 2022년   | 지방 선거 | 15대 | 구청장 | 부산 사하구 | 국민의힘 | 74,648표 | \| \| 60.18% \| | 1위  |      | 초선, 민선 8기 |
|          | 60.18%    |      |        |             |          |          |                 |      |      |                |

| 전임 김태석 | 제15대 부산광역시 사하구청장 2022년 7월 1일~ |  |